# Троицкий собор (Яхрома)
Троицкий собор (Собор Троицы Живоначальной) — православный храм конца XIX века, расположенный в городе Яхроме Дмитровского района Московской области.
Является центром Яхромского благочиния.

## История
5 июля 1892 года в день 450-летия обретения мощей Сергия Радонежского состоялась торжественная закладка храма во имя Живоначальной Троицы с приделами Рождества и Покрова Богородицы. Храм возводился по проекту С. К. Родионова. Строительство было организовано меценатом, предпринимателем, владельцем крупнейшей в Дмитровском уезде Покровской суконной мануфактуры И. А. Ляминым.
Собор был построен на территории деревни Леоново (сейчас Леоновский переулок) Ильинской волости Дмитровского уезда. До секуляризации 1764 года Леоново принадлежало Кирилло-Белозерскому монастырю.
17 сентября 1895 года состоялось торжественное открытие храма. Супругами Лямиными организован торжественный обед на 10 тыс. человек для рабочих и служащих фабрики, дмитровцев и гостей. Также каждый получил сувенирный столовый набор.
Храм возводился на западном склоне Клинско-Дмитровской гряды и являлся доминантой среди деревень, посёлка мануфактуры в дальнейшем вошедших в состав посёлка Яхрома.
В 1908 году по проекту С. Б. Залесского была возведена рядом колокольня.
В 1920-х годах храм был закрыт, имущество разворовано. В 1930-х годах здание использовалось как овощехранилище, мебельный склад, столовая, макаронная фабрика.
Во время войны в подвале храма находился госпиталь, в котором оперировал известный хирург Пётр Захарович Коняров. После присоединения Леоново к посёлку, формирования города, улица возле храма получила название Конярова.
В 1991 году храм был передан РПЦ, началась реставрация по сохранившимся чертежам XIX века.
На 2014 год проведён внутренний ремонт собора, подведено отопление. Стены не расписаны. Ведутся службы.
17 января 2017 года в Яхроме располагается Яхромское благочиние, выделенное из Дмитровского благочиния. Центр — Троицкий собор.

## Архитектура

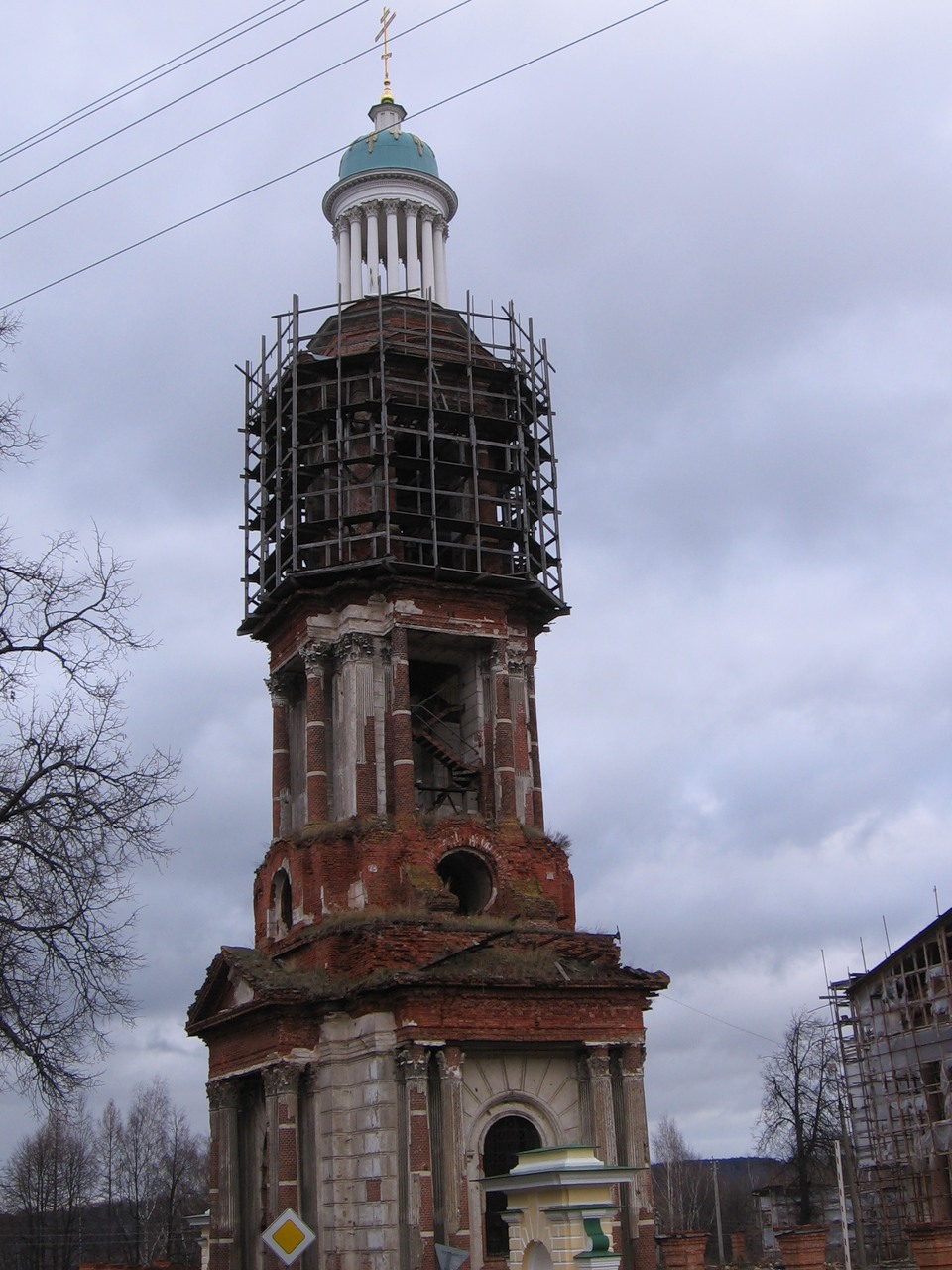
Колокольня Троицкого собора на 2010 год

Собор выполнен в неоклассицизме. Здание представляет собой просторный зал на 8-ми столпах с 3-мя апсидами. Сверху постройку венчает световой барабан. Снаружи выступают восьмистолпные фронтоны по главному входу и по бокам здания.
Колокольня состоит из четырёх квадратных ярусов, она выдержана в общих чертах неоклассицизма с храмом. Колонны и пилястры колокольни принадлежат коринфскому порядку.